# Erko Vallbaum
Erko Vallbaum (ur. 27 września 1983 w Kundzie) – estoński kierowca wyścigowy.

## Życiorys
Biografię rozpoczął w 1994 roku w kartingu. W 1998 roku zdobył kartingowe wicemistrzostwo Estonii ICA Junior, a w 2000 roku – wicemistrzostwo ICA. W 2001 roku zadebiutował Estonią 26 w Formule Baltic w barwach Kavor Motorsport. Zajął wówczas trzecie miejsce w klasyfikacji mistrzostw Estonii. W 2002 roku był trzeci w Formule Baltic. W sezonie 2003 zmienił pojazd na Bowmana BC4. Został wówczas wicemistrzem Formuły Baltic oraz mistrzem Estonii. Wicemistrzostwo Formuły Baltic zdobył ponadto w latach 2004 i 2007. W 2008 roku ścigał się w Fińskiej oraz Estońskiej Formule Renault. W sezonie 2009 wygrał trzy wyścigi i został mistrzem Formuły Baltic. W 2011 roku ponownie zdobył wicemistrzostwo tej serii.